# Мамаду Ваг
Мамаду Ваг (фр. Mamadou Wague; нар. 19 серпня 1990, Сен-Бріє, Франція) — французький футболіст, захисник.

## Кар'єра
У себе на батьківщині виступав за «Ле-Ман» і «Мец», потім у його кар'єрі були угорські «Дебрецен» і «Академія Пушкаша», кіпрський «Етнікос», саудівський «Наджран» та шведська «Ассиріска ФФ».
У червні 2016 року дебютував у казахстанській Суперлізі у складі «Жетису».
На початку 2017 року перебував на перегляді в українських «Карпатах», проте команді не підійшов і покинув тренувальні збори.
У вересні 2017 року підписав контракт з одеським «Чорноморцем».
У жовтні 2018 року новим клубом футболіста став СК «Аль-Шорта» з чемпіонату Іраку